# 인터 아메리칸 리그
인터 아메리칸 리그(Inter-American League)는 미국, 베네수엘라, 도미니카 공화국, 푸에르토리코, 파나마의 마이너 리그 우승팀간의 교류전으로 1978년부터 2년간 진행되었다.
리그는 공식 트리플 A 마이너 리그 서킷이자 전국 프로 야구 리그 협회의 회원으로 구상되었다. 메이저 리그 베이스볼 팜 시스템과 무관한 6개 클럽으로 구성되었다.
인터 아메리칸 루프는 트리플-A 하바나 슈거 킹스(Triple-A Havana Sugar Kings)의 전 소유주이자 라틴 아메리카 국가와 메이저 리그 야구에서 활동하는 오랜 스카우트이자 프론트 오피스 임원인 보비 마두로(Bobby Maduro)가 이끌었다.
130경기의 정규 시즌이 계획되었고, 6개 팀은 미국, 파나마, 푸에르토리코, 도미니카 공화국, 베네수엘라에 위치했다. 리그에는 잘 알려진 여러 MLB 베테랑이 등장했으며 명단은 평균 26-29세 사이의 선수로 구성되었다.
그러나 새로운 서킷은 "자본 부족 소유자, 카리브해 야구 강국 간의 내부 경쟁, 열대 몬순 및 신뢰할 수없는 항공 여행"으로 인해 치명적인 부상을 입어 일정의 대략 절반을 마칠 수 없었다.
1979년 6월 17일, 파나마와 푸에르토리코 팀이 해체되어 단 4개의 클럽만이 리그를 떠났다.